# Smyriodes pygaeroides
Smyriodes pygaeroides là một loài bướm đêm trong họ Geometridae.